# Perscheloribates quezonensis
Perscheloribates quezonensis är en kvalsterart som först beskrevs av Corpuz-Raros 1980.  Perscheloribates quezonensis ingår i släktet Perscheloribates och familjen Scheloribatidae. Inga underarter finns listade i Catalogue of Life.